# Jorge José Benítez
Jorge José Benítez, né le 3 juin 1950 à Gobernador Castro (Argentine), est un footballeur international et entraîneur argentin.
Benítez réalise la plus grande partie de sa carrière à Boca Juniors, d'abord comme joueur, puis comme entraîneur. Il connaît notamment la première heure de gloire du club Xeneize, à la fin des années 1970.

## Carrière
Milieu de terrain ou ailier droit, El Chino Benítez commence sa carrière au Racing Club en 1969. En 1973, il est transféré à Boca Juniors dont il porte le maillot jusqu'en 1983. Il est le coéquipier des Marcelo Trobbiani, Rubén Suñé, Osvaldo Potente, Mario Zanabria, Miguel Brindisi et autres Diego Maradona. Il y joue 305 matchs de championnat et inscrit 40 buts, remportant trois titres de champion (Metropolitano 1976 et 1981, Nacional 1976), la Copa Libertadores en 1977 et 1978 et la Coupe intercontinentale en 1977. La plupart de ces titres sont remportés sous la direction de Juan Carlos Lorenzo.
Il est sélectionné à deux reprises en équipe nationale, dont la première fois contre la Hongrie en 1977 (5-1). Après son départ de Boca, il porte brièvement le maillot d'Unión, d'Armenio et du Guaraní Antonio Franco, où il arrête sa carrière en 1985.
Après sa retraite sportive, Benítez se reconvertit comme entraîneur des jeunes à Boca Juniors. Il est nommé à la tête de l’équipe première en novembre 2004, après le licenciement de son ancien coéquipier Miguel Brindisi pour résultats insuffisants. Il parvient à rétablir la situation et mène le club à la conquête de la Copa Sudamericana en 2004, ce qui lui permet de prolonger son intérim. Cependant en juillet 2005, il est finalement limogé à son tour après avoir craché sur le visage du joueur Adolfo Bautista des Chivas de Guadalajara en quarts de finale de Copa Libertadores.